# Woody Woodpecker Racing
Woody Woodpecker Racing, conocido en Japón como Woody Woodpecker no Go! Go! Racing (ウッディ·ウッドペッカー ノー ゴー！ゴー！レーシング Uddi·uddopekkā Nō Gō! Gō! Rēshingu?), es un videojuego lanzado por Konami, Universal Interactive Studios y Syrox Developments en el año 2000 basado en la serie animada creada en los años 30 El Pájaro Loco (en inglés como Woody Woodpecker) publicado para Game Boy Color, PlayStation y Windows, siendo cancelada una versión para Dreamcast. El videojuego consiste básicamente en realizar 16 carreras diferentes alrededor del mundo al estilo Mario Kart.

## Modos de juego
El juego posee 4 tipos de juego, las cuales son:
- Modo búsqueda: en este modo, la finalidad es rescatar o buscar a los 3 personajes perdidos que son Ms. Meany, Denver y Spacemouse realizando por cada personaje, 4 carreras alrededor del mundo.
- Modo campeonato del mundo: este modo es similar al de una copa, ya que tienes que realizar 4 carreras contra todo los personajes hasta obtener el mayor puntaje según las posiciones que has alcanzado durante tu participación en las carreras. Al haber finalizado las 4 carreras correspondientes, el que posea mayor puntuación, gana. Este modo te permite elegir el nivel de dificultas: Fácil, medio, difícil y experto.
- Modo carrera contra el tiempo: como su nombre lo dice, este modo consiste en realizar una carrera "contra reloj", tu objetivo es recorrer una pista de carrera en el menor tiempo posible para colocar un récord. Este modo es en solitario, es decir, sin rivales.
- Modo solitario: este modo te permite realizar cualquier carrera que hayas elegido previamente utilizando cualquier participante, ya sea los normales o los que hayas recuperado.

## Personajes utilizados
Normales:
- El pájaro loco / Loquillo.
- Pablo Morsa.
- Buzz Buzzard.
- Winnie Carpintera.
- Chilly Willy.
- Knotead.
- Splinter (Solo en Game Boy Color).

Especiales:
- Ms. Meany
- Denver
- SpaceMouse

## Países utilizados
Aquí se encuentra la lista de los países que se utilizaron en cada carrera:
Carreras normales:
- Brasil.

- Italia.

- Japón.

Carrera especial:
- Las Vegas (Estados Unidos)

- Datos: Q8033719